# Léonor Serraille
Léonor Serraille, née à Lyon en 1986, est une réalisatrice et scénariste française.

## Biographie
Étudiante à La Femis, école nationale supérieure des métiers de l'image et du son, Léonor Serraille est diplômée du département scénario avec les félicitations du jury. Auparavant, elle obtient en 2013 un master en littérature générale et comparée à l'université Sorbonne-Nouvelle.

## Carrière professionnelle
Au cours de sa scolarité à La Femis, Léonor Serraille participe à l'écriture ainsi qu'à la réalisation de courts métrages tels Petite Sœur de Sonia Franco et Tang Meng de Linbo Wang. En 2016, elle tourne Body qui met en scène le quotidien de Cathy, aide-soignante brouillée avec une partie de sa famille. Le film est produit par Mezzanine Films et Les films du clan.
Pour Jeune Femme, son premier long métrage produit par Blue Monday Productions, la cinéaste pose son regard sur la précarité qui accompagne la jeunesse française d’aujourd’hui. Jeune trentenaire interprétée par Laetitia Dosch, Paula se retrouve du jour au lendemain larguée dans la jungle parisienne. Isolée et sans travail, elle entreprend au gré des rencontres son apprentissage de la vie d'adulte. Le film retenu dans la sélection officielle Un certain regard du Festival de Cannes 2017 est lauréat de la Caméra d'or, prix du meilleur premier film. La même année, Jeune Femme remporte le prix du meilleur long métrage français lors de la 6e édition du Champs-Élysées Film Festival à Paris.
Son deuxième long métrage, Un petit frère, est présenté en compétition au Festival de Cannes 2022. Il évoque le parcours d’une famille de Côte d’Ivoire qui, pour partie, émigre en France,.

## Filmographie

### Réalisatrice
- 2016 : Body (court métrage)
- 2017 : Jeune Femme
- 2022 : Un petit frère
- 2025 : Ari

### Scénariste
Léonor Serraille écrit le scénario de ses propres réalisations ainsi que :
- 2011 : Rivages (court métrage) d'Akihiro Hata
- 2013 : Tenir la nuit (court métrage) d'Alice Douard

## Distinctions
- Festival de Cannes 2017 : Caméra d'or pour Jeune femme (sélection officielle Un certain regard)
- Champs-Élysées Film Festival 2017 : Prix du meilleur long métrage français pour Jeune Femme